# Difénoconazole
Le difénoconazole est une substance active de produit phytosanitaire (ou produit phytopharmaceutique, ou pesticide), qui présente un effet fongicide, et qui appartient à la famille chimique des triazoles.
| Difénoconazole (4 stéréoisomères) | Difénoconazole (4 stéréoisomères) |
| --------------------------------- | --------------------------------- |
| (R,R)-configuration               | (S,S)-configuration               |
| (S,R)-configuration               | (R,S)-configuration               |

## Réglementation
Sur le plan de la réglementation des produits phytopharmaceutiques :
- pour l’Union européenne : cette substance active est inscrite à l’annexe I de la directive 91/414/CEE par la directive 2008/69/CE.
- pour la France : cette substance active est autorisée dans la composition de préparations bénéficiant d’une autorisation de mise sur le marché.